# MeteoGalicia
MeteoGalicia, també conegut com a Unitat d'Observació i Predicció Meteorològica de Galícia, és un organisme depenent de la Conselleria de Medi Ambient, Territori i Infraestructures de la Xunta de Galícia. Va néixer l'any 2000 fruit d'un conveni entre la Conselleria de Medi Ambient de la Xunta de Galícia i la Universitat de Santiago de Compostel·la. La seva seu es troba a Santiago de Compostel·la, a la rua Roma núm. 6. Té com a objectius principals la realització d'una predicció meteorològica per a Galícia i l'explotació i manteniment de la xarxa d'observació meteorològica i climatològica de la Xunta de Galícia. Amb l'objectiu de millorar i optimitzar el seu funcionament, MeteoGalicia s'estructura en quatre àrees principals: predicció operativa, predicció numèrica, visualització i climatologia. De la mateixa manera, MeteoGalicia desenvolupa models meteorològics, oceanogràfics i d'onatge a molt alta resolució per a millorar les seves prediccions meteorològiques.